# Смит, Ховард
Ховард Смит (англ. Howard Smith; 10 декабря 1936 года, Нью-Йорк, США — 1 мая 2014 года, там же) — американский журналист, кинорежиссёр. Обладатель премии «Оскар» за лучший документальный полнометражный фильм 1972 года.

## Биография

### Журналистика
Ховард Смит родился в Бруклине в 1936 году. Его родителям Чарльзу и Сэди Смит (в девичестве Хейнтер) — еврейским иммигрантам из Восточной Европы, принадлежал сигарный магазин. Начал свою карьеру в качестве фотографа. Его работы публиковались в «Life», «Newsweek» и других крупных американских изданиях. Несколько лет спустя Смит переквалифицировался в журналиста и стал печататься настолько успешно, что его статьи были востребованы в изданиях от «Playboy» до «The New York Times», от «The Village Voice» до «Ladies' Home Journal».
С начала 1960-х годов и до конца 1980-х он регулярно писал для нью-йоркской еженедельной газеты «The Village Voice». Одной из его постоянных рубрик была «Scenes» («Сцены»), которая рассматривала различные проявления субкультуры и была новаторской для активно развивающегося издания. Колонка выходила раз в неделю в течение двадцати лет. Его работа в Village Voice часто приводится в качестве одного из примеров новой активной журналистики, которая сокращала дистанцию между наблюдателем и наблюдаемым. На пике так называемых Стоунволлских бунтов в Нью-Йорке в 1969 году ему, практически единственному журналисту, удалось попасть внутрь осаждённого «Кафе Комптона» и вести оттуда репортажи. Позже его воспоминания об этих событиях лягут, среди прочих, в основу документального фильма «Стоунволлское восстание» (2010 год).

### Режиссёр кино
В кинематографе Смит совместно с другим продюсером и режиссёром — Сарой Кернокан, создал полнометражный документальный фильм «Марджо», рассказывающий о жизни сына мессионеров-пятидесятников Марджо Гортнера. Успешный проповедник, с детства владевший методами манипуляции возбуждённой аудиторией, в определённом возрасте решил выйти из религиозной коммерции. Он пригласил кинематографистов и, в ходе специально организованного турне, разоблачил «бизнес на Иисусе». на сцене демонстрировал псевдо-свидетельства безграничной веры, одновременно за кулисами разоблачая съёмочной группе технологические секреты своей харизмы. Фильм впервые был показан на Каннском кинофестивале, где привлёк внимание кинокритика Роджера Эберта, отзыв которого обеспечил коммерческий успех картины. Несколько позже она получила кинопремию Оскар за лучший документальный полнометражный фильм. В 1977 году Смит снял второй документальный фильм «Gizmo!» о самых безумных изобретениях современности. Фильм получил широкое признание, но профессиональных наград удостоен не был.

### Радиоведущий и шоумен
В 1960-х и 1970-х годах Смит вёл еженедельные вечерние передачи на WPLJ FM радио Нью-Йорка, где организовал много интересных интервью с известными музыкантами и деятелями шоу-бизнеса. Он освещал самые легендарные события молодёжной субкультуры, в том числе фестиваль в Вудстоке, с которого вёл прямые включения круглосуточно в течение пяти дней. За почти два десятка лет интервьюировал Мика Джаггера, Дженис Джоплин, Джима Моррисона, Джона Леннона и Йоко Оно, Джорджа Харрисона, Энди Уорхола, Дастина Хоффмана, Джека Николсона и многих других.
Смит изучал влияние и тенденции развития молодёжной культуры США на подлинно научной основе. В связи с этим он читал лекции в учебных учреждениях и был гостем на многих телевизионных шоу. С начала 1990-х годов Смит поддерживал благотворительные некоммерческие организации, которые оказывали помощь людям с проблемами психики (он сам длительное время страдал Биполярное аффективное расстройство (уход в себя)). Написал книгу о своем участии в жизни поколения от участия в движении битников конца 1950-х, через философию хиппи 1960-х, к Уотергейтскому скандалу 1970-х годов.
Ховард Смит умер 1 мая 2014 года на Манхэттене в Нью-Йорке в возрасте 77 лет в результате отравления.